# 彩本和希
彩本 和希（あやもと かずき）は、日本の小説家、ライトノベル作家。
千葉県出身、在住。11月20日生まれ。2007年度ノベル大賞読者大賞受賞。

## 作品リスト

### コバルト文庫
- アルカトラズの聖夜　妄想少女と無口な少佐
　　集英社 コバルト文庫[あ21-1]
　　ISBN 978-4-08-601241-6
　　2008/12/10
　　絵:玖珂つかさ
- 王の書は星を歌うシリーズ
  - 王の書は星を歌う　ワンデルリアの女神
　　集英社 コバルト文庫[あ21-2]
　　ISBN 978-4-08-601313-0
　　2009/07/10
　　絵:早瀬あきら
  - 王の書は星を歌う　アウレリア城の再会
　　集英社 コバルト文庫[あ21-3]
　　ISBN 978-4-08-601343-7
　　2009/10/10
　　絵:早瀬あきら
  - 王の書は星を歌う　女神の審判
　　集英社 コバルト文庫[あ21-4]
　　ISBN 978-4-08-601369-7
　　2010/01/10
　　絵:早瀬あきら
- レディ・スカーレット　令嬢の危険な恋人
　　集英社 コバルト文庫[あ21-5]
　　ISBN 978-4-08-601563-9
　　2011/09/10
　　絵:梶山ミカ
- 姫頭領、百花繚乱シリーズ
  - 姫頭領、百花繚乱　恋の病と鬼副長
　　集英社 コバルト文庫[あ21-6]
　　ISBN 978-4-08-601731-2
　　2013/06/10
　　絵:くまの柚子
  - 姫頭領、百花繚乱　恋敵はお奉行様
　　集英社 コバルト文庫[あ21-7]
　　ISBN 978-4-08-601755-8
　　2013/10/10
　　絵:くまの柚子
  - 姫頭領、百花繚乱　忘れ桜と禁じの恋
　　集英社 コバルト文庫[あ21-8]
　　ISBN 978-4-08-601783-1
　　2014/02/10
　　絵:くまの柚子
  - 姫頭領、百花繚乱　光さす花の都に結ぶ恋
　　集英社 コバルト文庫[あ21-9]
　　ISBN 978-4-08-601796-1
　　2014/04/10
　　絵:くまの柚子
- 鳳凰の婚姻　なつかれ巫女の育てかた
　集英社 コバルト文庫[あ21-10]
　　ISBN 978-4-08-601873-9
　　2015/09/10
　　絵:小島榊
- いきおくれ姫の選択　未婚の魔女にも明日はくる
　　集英社 コバルト文庫[あ21-11]
　　ISBN 978-4-08-608077-4
　　2018/09/10
　　絵:一花夜

### コバルト文庫・電子オリジナル
- 偏屈王の妖精画家シリーズ
  - 偏屈王の妖精画家　美を愛でる令嬢は筋肉がお好き
  - 偏屈王の妖精画家２　はじまりの騎士と狙われた花嫁
  - 偏屈王の妖精画家３　美を愛でる花嫁は未来を描く
- ひとりこさんと巣ごもりの日々

### オレンジ文庫
- 夜ふかし喫茶 どろぼう猫
- ご旅行はあの世まで？ 死神は上野にいる
- 後宮の迷い姫 消えた寵姫と謎の幽鬼（2025年3月18日発売予定）